# Pacific Classic Stakes
Pacific Classic Stakes, är ett amerikanskt galopplöp för treåriga och äldre fullblod som rids årligen på Del Mar Racetrack i Del Mar i Kalifornien i USA. Det är sedan 1993 ett Grupp 1-löp, det vill säga ett löp av högsta internationella klass. Löpet rids över 2012 meter på dirttrack i augusti. 
Löpet reds för första gången 1991, och segrande häst blir automatiskt startberättigad till Breeders' Cup Classic. Löpet har en samlad prissumma på 1 miljon dollar.

## Segrare
| År   | Häst                  | Ålder | Jockey             | Tränare             | Tid     | Ref    |
| ---- | --------------------- | ----- | ------------------ | ------------------- | ------- | ------ |
| 2022 | Flightline            | 4     | Flavien Prat       | John W. Sadler      | 1:59.28 |        |
| 2021 | Tripoli               | 4     | Tiago Pereira      | John W. Sadler      | 2:02.37 | [ 3 ]  |
| 2020 | Maximum Security      | 4     | Abel Cedillo       | Bob Baffert         | 2:01.24 | [ 4 ]  |
| 2019 | Higher Power          | 4     | Flavien Prat       | John W. Sadler      | 2:02.43 | [ 5 ]  |
| 2018 | Accelerate            | 5     | Joel Rosario       | John W. Sadler      | 2:01.83 | [ 6 ]  |
| 2017 | Collected             | 4     | Martin Garcia      | Bob Baffert         | 2:00.70 | [ 7 ]  |
| 2016 | California Chrome     | 5     | Victor Espinoza    | Art Sherman         | 2:00.13 | [ 8 ]  |
| 2015 | ƒ Beholder            | 5     | Gary L. Stevens    | Richard E. Mandella | 1:59.77 | [ 9 ]  |
| 2014 | Shared Belief         | 3     | Mike E. Smith      | Jerry Hollendorfer  | 2:00.28 | [ 10 ] |
| 2013 | Game On Dude          | 6     | Martin Garcia      | Bob Baffert         | 2:00.69 | [ 11 ] |
| 2012 | Dullahan              | 3     | Joel Rosario       | Dale L. Romans      | 1:59.54 | [ 12 ] |
| 2011 | Acclamation           | 5     | Pat Valenzuela     | Donald Warren       | 2:00.61 | [ 13 ] |
| 2010 | Richard's Kid         | 5     | Mike E. Smith      | Bob Baffert         | 2:03.27 | [ 14 ] |
| 2009 | Richard's Kid         | 4     | Mike E. Smith      | Bob Baffert         | 2:02.39 | [ 15 ] |
| 2008 | Go Between            | 5     | Garrett K. Gomez   | William I. Mott     | 2:01:18 | [ 16 ] |
| 2007 | Student Council       | 5     | Richard Migliore   | Vladimir Cerin      | 2:07.29 | [ 17 ] |
| 2006 | Lava Man              | 5     | Corey Nakatani     | Doug F. O'Neill     | 2:01.62 | [ 18 ] |
| 2005 | Borrego               | 4     | Garrett K. Gomez   | C. Beau Greely      | 2:00.71 | [ 19 ] |
| 2004 | Pleasantly Perfect    | 6     | Jerry D. Bailey    | Richard E. Mandella | 2:01.17 | [ 20 ] |
| 2003 | Candy Ride (ARG)      | 4     | Julie Krone        | Ron McAnally        | 1:59.11 | [ 21 ] |
| 2002 | Came Home             | 3     | Mike E. Smith      | J. Paco Gonzalez    | 2:01.45 | [ 22 ] |
| 2001 | Skimming              | 5     | Garrett K. Gomez   | Robert J. Frankel   | 1:59.96 | [ 23 ] |
| 2000 | Skimming              | 4     | Garrett K. Gomez   | Robert J. Frankel   | 2:01.22 | [ 24 ] |
| 1999 | General Challenge     | 3     | David R. Flores    | Bob Baffert         | 2:00.40 | [ 25 ] |
| 1998 | Free House            | 4     | Chris McCarron     | J. Paco Gonzalez    | 2:00.20 | [ 26 ] |
| 1997 | Gentlemen (ARG)       | 5     | Gary L. Stevens    | Richard E. Mandella | 2:00.40 | [ 27 ] |
| 1996 | Dare and Go           | 4     | Alex O. Solis      | Richard E. Mandella | 1:59.80 | [ 28 ] |
| 1995 | Tinners Way           | 5     | Eddie Delahoussaye | Robert J. Frankel   | 1:59.60 | [ 29 ] |
| 1994 | Tinners Way           | 4     | Eddie Delahoussaye | Robert J. Frankel   | 1:59.40 | [ 30 ] |
| 1993 | § Bertrando           | 4     | Gary L. Stevens    | Robert J. Frankel   | 1:59.55 | [ 31 ] |
| 1992 | Missionary Ridge (GB) | 5     | Kent J. Desormeaux | Robert J. Frankel   | 2:00.80 | [ 32 ] |
| 1991 | Best Pal              | 3     | Pat Valenzuela     | Gary F. Jones       | 1:59.80 | [ 33 ] |

Banunderlag:
  All Weather Track   Dirt
Noter:
ƒ anger ett sto